# 19 september
19 september is de 262ste dag van het jaar (263ste dag in een schrikkeljaar) in de Gregoriaanse kalender. Hierna volgen nog 103 dagen tot het einde van het jaar.

## Gebeurtenissen
- Algemeen

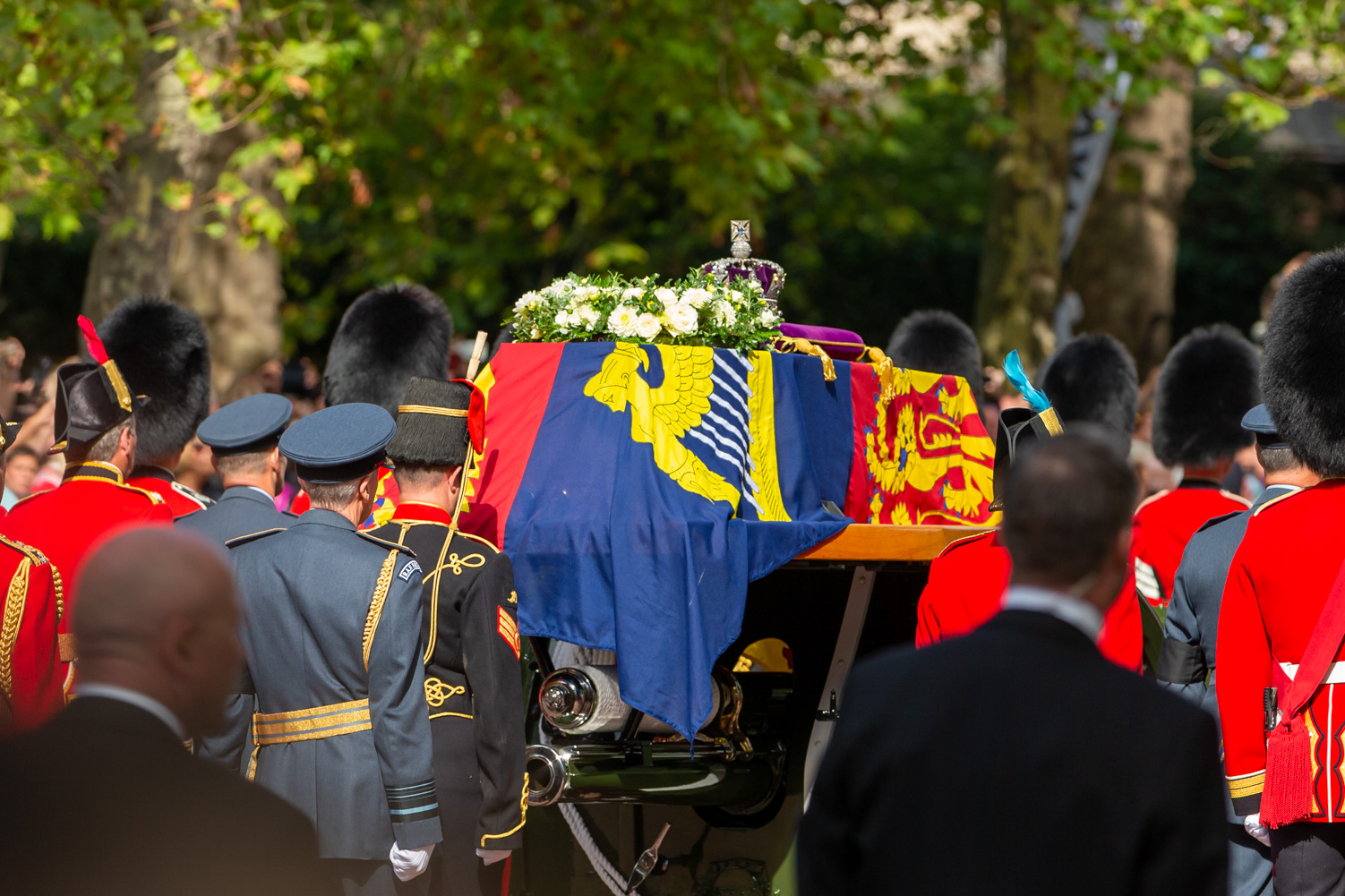
Koningin Elizabeth II wordt bij haar staatsbegrafenis in 2022 op een affuit vanaf Buckingham Palace overgebracht naar Westminster Hall.

  - 1985 - Mexico-Stad wordt getroffen door een aardbeving met de kracht van 8,1 op de schaal van Richter. Zelfs de modernste gebouwen worden verwoest.
  - 1997 - Auto-Tune, software die vals gezongen noten weer zuiver kan laten klinken, wordt op de markt gebracht.[1]
  - 2017 - Mexico wordt opnieuw getroffen door een aardbeving, ditmaal met een kracht van 7,1 op de schaal van Richter. Het epicentrum ligt in de deelstaat Puebla.
  - 2019 - Vliegtuigongeluk bij Pluvigner. In het Franse Pluvigner stort een Belgische F-16 neer. De twee piloten weten ongedeerd te ontkomen door gebruik te maken van hun schietstoel.[2]
  - 2021 - Op het Canarische eiland La Palma barst een vulkaan in de bergketen Cumbre Vieja uit.[3]
  - 2022 - Staatsbegrafenis van koningin Elizabeth II van het Verenigd Koninkrijk in Londen, Engeland.[4]
- Criminaliteit en veiligheid
  - 1900 - Butch Cassidy en de Sundance Kid plegen hun eerste overval.
  - 1934 - Bruno Hauptmann wordt gearresteerd voor de moord op de zoon van Charles Lindbergh.
- Kunst en cultuur
  - 2023 - UNESCO roept het Eise Eisinga planetarium in Franeker, uit tot Werelderfgoed.[5]
- Infrastructuur
  - 1783 - De luchtballon wordt uitgevonden.
  - 1916 - De Luchthaven Schiphol wordt geopend als militaire vliegbasis.
- Media
  - 1928 - Steamboat Willie van Walt Disney, de eerste tekenfilm met geluid, wordt vertoond met daarin voor het eerst Mickey Mouse.
  - 1995 - The Washington Post publiceert het manifest van de Unabomber.
  - 2017 - Het EO-programma Anti Pest Club wint als beste Europese kinderprogramma een Gouden Roos.[6]
- Oorlog
  - 1356 - Slag van Maupertuis, ook wel Slag bij Poitiers - Overwinning van de Engelsen, onder leiding van de Zwarte Prins tegen de Fransen. Koning Jan II van Frankrijk wordt gevangengenomen.
  - 1916 - De Force Publique onder Charles Tombeur verslaat het leger van Duits-Oost-Afrika in de Slag bij Tabora.
  - 2023 - Bij aanvallen door Azerbeidzjaanse troepen op de enclave Nagorno-Karabach vallen tientallen dodelijke en gewonde slachtoffers.[7][8]
- Politiek
  - 1796 - George Washington houdt zijn afscheidsrede.
  - 1893 - De vrouwen in Nieuw-Zeeland krijgen stemrecht.
  - 1910 - In Amsterdam betogen 25.000 mensen voor algemeen kiesrecht.
  - 1955 - In Argentinië wordt Juan Perón afgezet.
  - 1959 - Nikita Chroesjtsjov wordt de toegang tot Disneyland ontzegd.
  - 1973 - Karel XVI Gustaaf wordt koning van Zweden.
  - 1977 - President Kenneth Kaunda van Zambia heft na zeventien dagen de avondklok weer op, maar waarschuwt wel dat alle burgers van het Afrikaanse land zich moeten opmaken voor "oorlog en oorlogsomstandigheden".
  - 1983 - Saint Kitts en Nevis wordt onafhankelijk.
  - 1991 - Belarus verklaart zich onafhankelijk van de Sovjet-Unie.
  - 2006 - In Thailand wordt premier Thaksin Shinawatra door een geweldloze militaire staatsgreep afgezet.
  - 2008 - Venezuela zet twee afgevaardigden van mensenrechtenorganisatie Human Rights Watch het land uit vanwege een rapport waarin de organisatie president Hugo Chávez beschuldigt van het verzwakken van de democratie en de rechtspraak.
  - 2015 - President Vladimir Poetin van Rusland laat weten dat hij zijn diplomaten en defensiemedewerkers opdracht heeft gegeven te onderhandelen met Wit-Rusland over het vestigen van een luchtmachtbasis.
- Recreatie
  - 1981 - Simon & Garfunkel herenigd voor een gratis optreden in Central Park New York.[9]
- Religie
  - 1576 - Benoeming van kardinaal Paolo Burali d'Arezzo tot aartsbisschop van Napels.
  - 1616 - Paus Paulus V creëert zes nieuwe kardinalen, onder wie de Italiaanse aartsbisschop van Bologna Alessandro Ludovisi.
- Sport

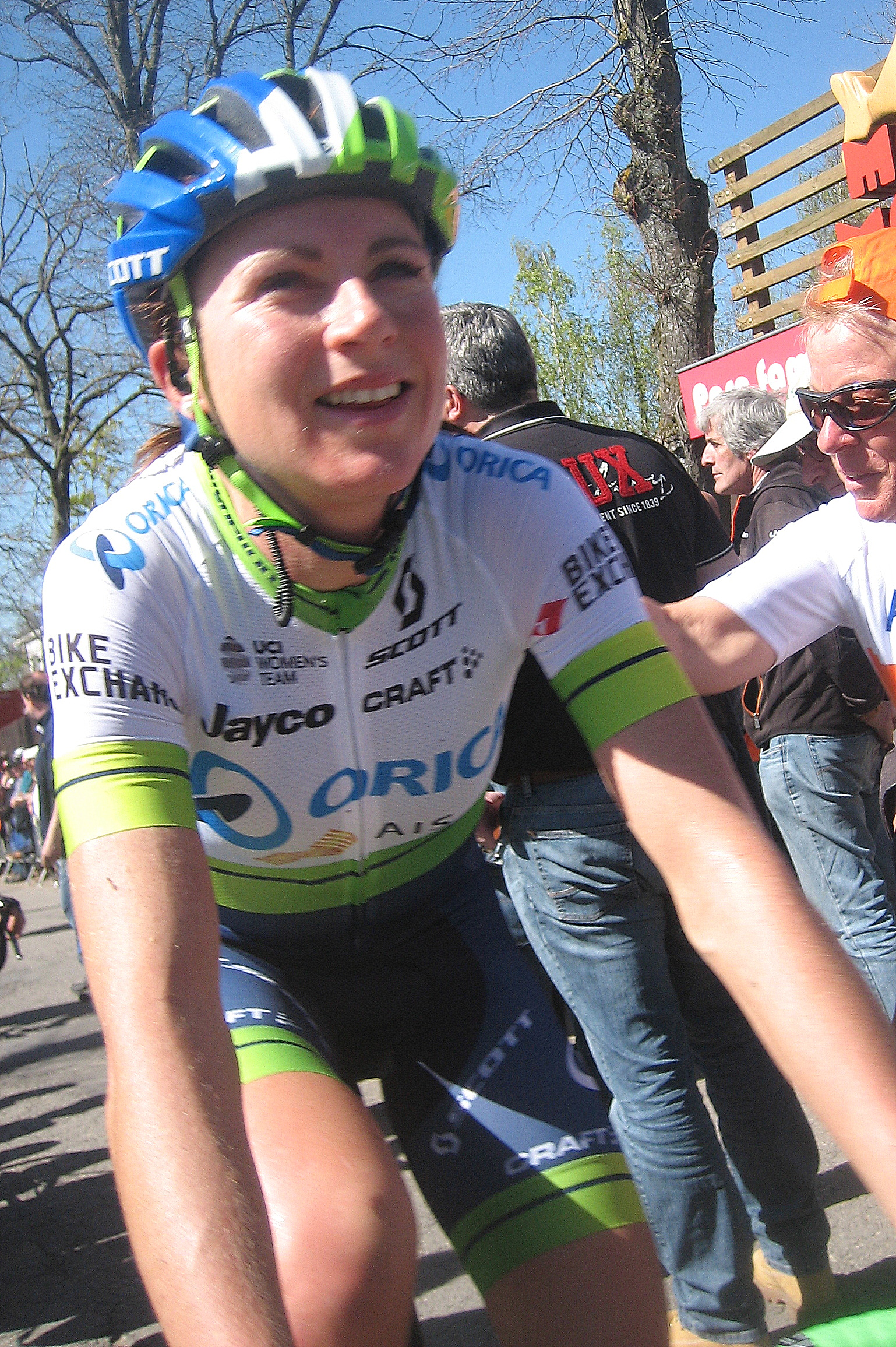
Annemiek van Vleuten, wereldkampioen wielrennen (tijdrit) 2017

- - 1905 - Oprichting van IK Start (Noors: Idrettsklubben Start), een Noorse  voetbalvereniging uit Kristiansand.
  - 1912 - In Breda wordt voetbalclub NAC opgericht na een fusie tussen NOAD (Nooit Ophouden Altijd Doorzetten) en ADVENDO (Aangenaam Door Vermaak En Nuttig Door Ontspanning).
  - 1916 - Oprichting van de Noorse voetbalclub FK Bodø/Glimt.
  - 1988 - Zwemmer Duncan Armstrong uit Australië scherpt bij de Olympische Spelen in Seoel het wereldrecord op de 200 meter vrije slag aan tot 1.47,25. De mondiale toptijd stond met 1.47,44 op naam van Michael Groß.
  - 2000 - Pieter van den Hoogenband scherpt bij de Olympische Spelen in Sydney het wereldrecord op de 100 meter vrije slag aan tot 47,84. De Nederlander doet dat in de halve finales. Het oude record (48,18) stond sinds drie dagen op naam van de Australische zwemmer Michael Klim.
  - 2004 - Jelena Isinbajeva (Rusland) en Kenenisa Bekele (Ethiopië) worden door de IAAF uitgeroepen tot de atleten van 2004.
  - 2017 - Annemiek van Vleuten wint de titel op de individuele tijdrit bij de WK wielrennen in Bergen.
  - 2021 - Het Nederlands Honkbalteam wordt voor de 4e keer op rij Europees Kampioen door in de finale Israël met 9-4 te verslaan. Het is de 24e keer dat de mannen het EK winnen.[10]
- Wetenschap en technologie
  - 1957 - Eerste ondergrondse test van een nucleaire bom in de VS.
  - 1982 - Scott Fahlman zet het eerste emoticon :-) op een online bulletinboard.
  - 1991 - Ontdekking van Ötzi, de ijsmummie, door twee Duitse toeristen.
  - 1996 - Spaceshuttle Atlantis koppelt met het ruimtestation Mir tijdens vlucht STS-79 om onder meer benodigdheden en apparatuur te bezorgen.[11]
  - 2022 - Lancering van een Falcon 9 raket van SpaceX vanaf Kennedy Space Center Lanceercomplex 40 voor de Starlink group 4-34 missie met 54 Starlink satellieten.[12]
  - 2023 - Lancering van een Electron raket van Rocket Lab vanaf LC-1B op het Māhia schiereiland in Nieuw-Zeeland voor de We Will Never Desert You missie met een Acadia Mission 2 SAR aardobservatiesatelliet van Capella Space. Tijdens de lancering gaat er iets mis met de tweede trap van de draagraket waardoor de lancering mislukt en de raket en lading verloren gaan.[13][14]

## Geboren

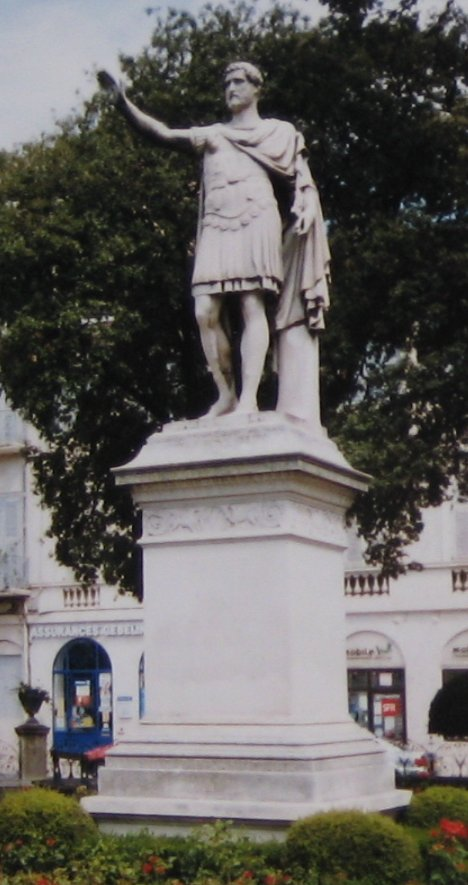
Beeld van Antoninus Pius
geboren in 86

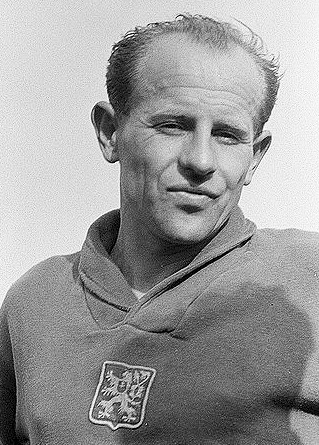
Emil Zátopek
geboren in 1922

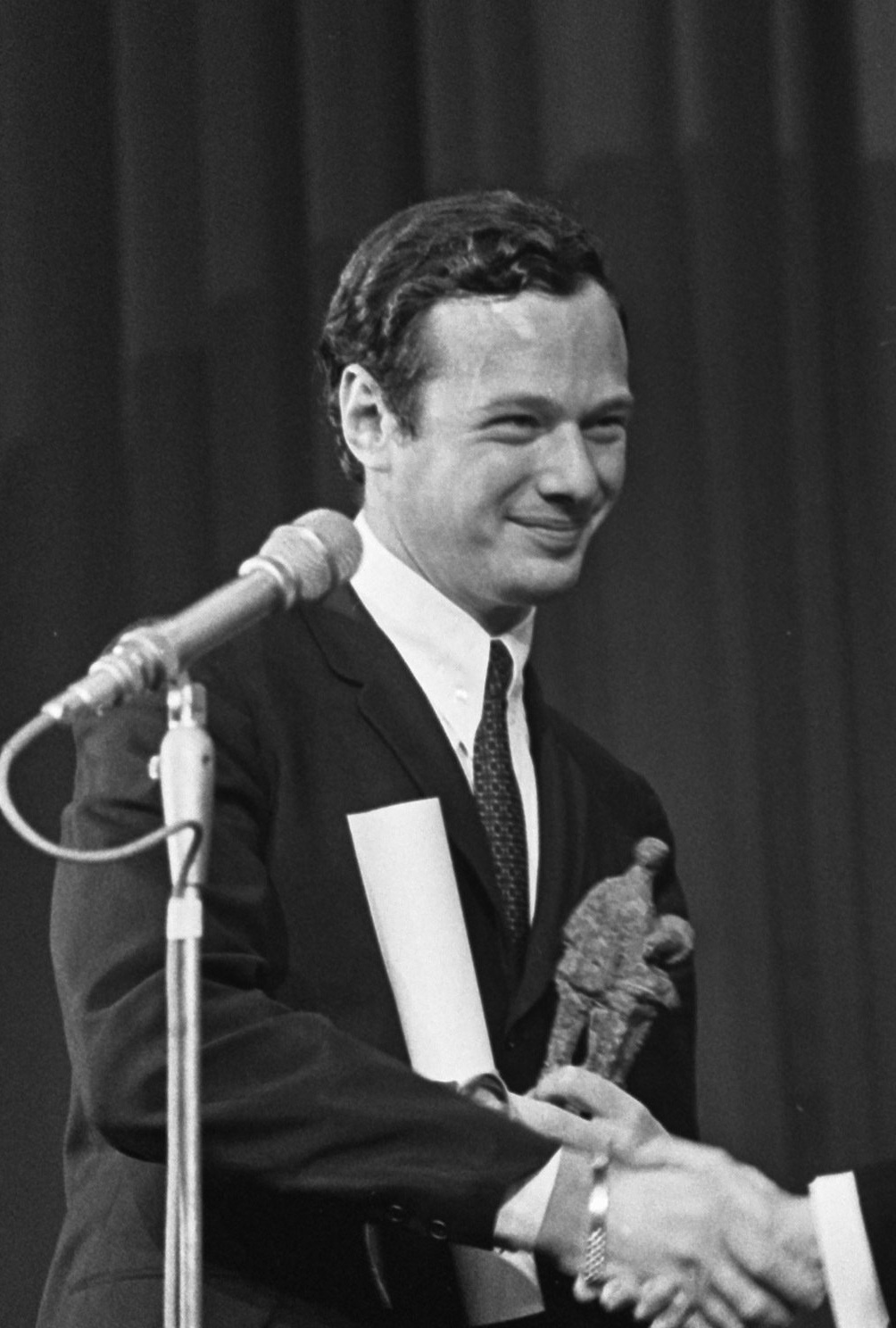
Brian Epstein
geboren in 1934

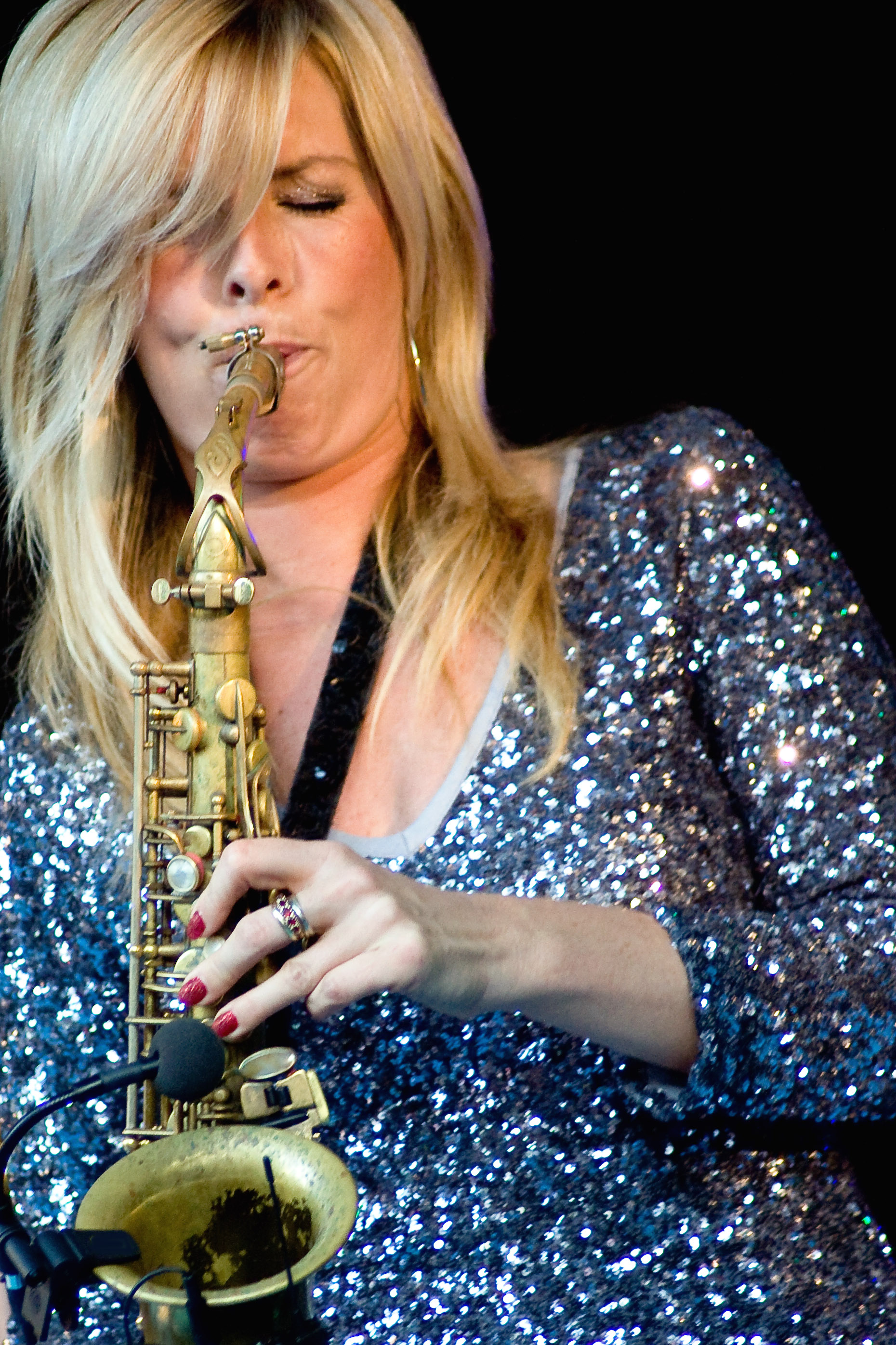
Candy Dulfer
geboren in 1969

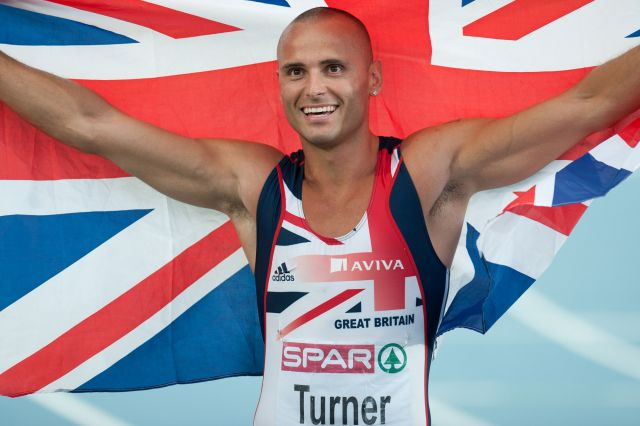
Andy Turner
geboren in 1980

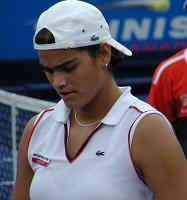
Eléni Daniilídou
geboren in 1982

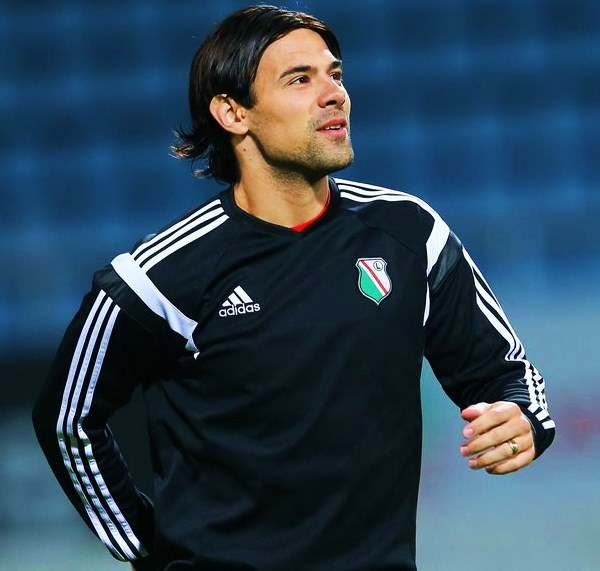
Ivica Vrdoljak
geboren in 1983

- 86 - Antoninus Pius, Romeins keizer (overleden 161)
- 866 - Leo VI, Byzantijns keizer (overleden 912)
- 1416 - Piero di Cosimo de' Medici, alleenheerser van Florence tijdens de renaissance (overleden 1469)
- 1796 - Hartley Coleridge, Engels dichter (overleden 1849)
- 1801 - Jean-Valentin Bender, Belgisch componist en dirigent (overleden 1873)
- 1813 - Christian Heinrich Friedrich Peters, Duits-Amerikaans astronoom (overleden 1890)
- 1831 - Uranie Alphonsine Colin-Libour, Frans kunstschilder (overleden 1916)
- 1842 - Albertus Huges, Belgisch burgemeester van Gasselte (overleden 1904)
- 1844 - Marie Cazin, Frans kunstschilder en beeldhouwster (overleden 1924)
- 1851 - William Hesketh Lever, Engels industrieel en filantroop (overleden 1925)
- 1864 - Carl Correns, Duits bioloog, een van de herontdekkers van de Wetten van Mendel (overleden 1933)
- 1886 - Alfred Felber, Zwitsers roeier (overleden 1967)
- 1891 - Hendrik Jan Woudenberg, Nederlands politicus voor de NSB (overleden 1967)
- 1897 - Cornelis van Ravenswaay, Nederlands nationaalsocialistisch politicus (overleden 1955)
- 1898 - Giuseppe Saragat, vijfde president van Italië (overleden 1988)
- 1901 - Joe Pasternak, Amerikaans filmproducent (overleden 1991)
- 1908 - Mika Waltari, Fins schrijver (overleden 1979)
- 1911 - Sir William Golding, Brits schrijver (overleden 1993)
- 1912 - Kurt Sanderling, Duits dirigent (overleden 2011)
- 1913 - Elly Weller, Nederlands actrice (overleden 2008)
- 1915 - Dorothy Bridges, Amerikaans actrice (overleden 2009)
- 1917 - Johannes van Knobelsdorff, Nederlands burgemeester en dijkgraaf (overleden 2020)
- 1917 - Pierre van Ostade, Nederlands radio- en televisiepresentator (overleden 2005)
- 1919 - Shuichi Kato, Japans cultuur- en literatuurwetenschapper (overleden 2008)
- 1922 - Damon Knight, Amerikaans sciencefiction-schrijver (overleden 2002)
- 1922 - Emil Zátopek, Tsjecho-Slowaaks atleet (overleden 2000)
- 1922 - Dana Zátopková, Tsjecho-Slowaaks atlete (overleden 2020)
- 1923 - Subroto, Indonesisch politicus (overleden 2022)
- 1923 - Luiz Paulo Neves Tovar (Paulo Tovar), Braziliaans voetballer (overleden 2008)
- 1924 - Genaro Magsaysay, Filipijns senator (overleden 1978)
- 1924 - Nena Saguil, Filipijns kunstschilder (overleden 1994)
- 1924 - Ernest Tomlinson, Brits componist, musicoloog, dirigent, organist, pianist en klarinettist (overleden 2015)
- 1926 - Pierre Janssen, Nederlands museumdirecteur en presentator (overleden 2007)
- 1926 - Masatoshi Koshiba, Japans natuurkundige en Nobelprijswinnaar (overleden 2020)
- 1926 - Nini Rosso, Italiaans jazztrompettist en -componist (overleden 1994)
- 1927 - Carel Alberts, Nederlands musicus (overleden 2006)
- 1927 - Orlando Emanuels, Surinaams dichter (overleden 2018)
- 1927 - Rosemary Harris, Engels actrice
- 1928 - William Hickey, Amerikaans acteur (overleden 1997)
- 1928 - Adam West, Amerikaans acteur (overleden 2017)
- 1929 - Léon De Lathouwer, Belgisch wielrenner (overleden 2008)
- 1929 - Hélène Joye, Belgisch atlete (overleden 2016)
- 1929 - Kitty Knappert, Nederlands danseres, actrice en regisseuse (overleden 2025)
- 1930 - Muhal Richard Abrams, Amerikaans jazzmusicus (overleden 2017)
- 1931 - Brook Benton, Amerikaans pop- en r&b-zanger (overleden 1988)
- 1931 - Jean-Claude Carrière, Frans acteur, scenarioschrijver en filmregisseur (overleden 2021)
- 1932 - Ed Berg, Nederlands politicus, bestuurder en lid van de Raad van State (overleden 2022)
- 1932 - Bernard P.Th. Veltman, Nederlands natuurkundige en rector magnificus (overleden 2023)
- 1932 - Stefanie Zweig, Duits schrijfster en journaliste (overleden 2014)
- 1933 - Ingrid Jonker, Zuid-Afrikaans dichteres en schrijfster (overleden 1965)
- 1933 - David McCallum, Schots acteur (overleden 2023)
- 1934 - Brian Epstein, Engels manager van de Beatles (overleden 1967)
- 1936 - Anna Karen, Brits actrice (overleden 2022)
- 1936 - Al Oerter, Amerikaans atleet (overleden 2007)
- 1937 - José Amoroso Filho, Braziliaans voetballer
- 1937 - Henk Hofstede, Nederlands vakbondsbestuurder (overleden 2020)
- 1937 - Paul Siebel, Amerikaans country- en folkgitarist en singer-songwriter (overleden 2022)
- 1937 - Morris Tabaksblat, Nederlands bestuurder en topfunctionaris (overleden 2011)
- 1938 - Jorge Alberto Mendonça, Angolees-Portugees voetballer
- 1938 - Jan Zijlstra, Nederlands evangelist (overleden 2021)
- 1939 - Willy Derboven, Belgisch wielrenner (overleden 1996)
- 1940 - Hugo De Man, Belgisch wetenschapper
- 1940 - Bill Medley, Amerikaans zanger
- 1941 - 'Mama' Cass Elliot, Amerikaans actrice en zangeres van The Mamas and the Papas (overleden 1974)
- 1941 - Peter Horton, Oostenrijks gitarist, liedjesschrijver, televisiepresentator en schrijver (overleden 2023)
- 1941 - Zdenko Vukasović, Kroatisch voetbaldoelman (overleden 2021)
- 1942 - Jaap Drupsteen, Nederlands vormgever
- 1943 - Dirk du Toit, Zuid-Afrikaans politicus (overleden 2009)
- 1945 - René Appel, Nederlands schrijver en taalwetenschapper
- 1945 - Benoît Lamy, Belgisch cineast (overleden 2008)
- 1946 - Gerald Brisco, Amerikaans professioneel worstelaar
- 1946 - John Coghlan, Brits muzikant
- 1946 - Brian Henton, Brits autocoureur
- 1947 - Lol Creme, Brits muzikant en muziekvideoregisseur
- 1947 - Jef Elbers, Belgisch zanger
- 1947 - Arti Jessurun, Surinaams politicus (overleden 2017)
- 1947 - Tanith Lee, Brits schrijfster (overleden 2015)
- 1947 - Fred Van Kuyk, Belgisch acteur
- 1948 - Mychajlo Fomenko, Oekraïens voetballer en voetbalcoach (overleden 2024)
- 1948 - Jeremy Irons, Engels acteur
- 1948 - Julius Sang, Keniaans atleet (overleden 2004)
- 1949 - Twiggy (Lesley Hornby), Brits fotomodel
- 1949 - Anatolij Konkov, Oekraïens voetballer en trainer (overleden 2024)
- 1950 - Peter van Ingen, Nederlands journalist en televisiepresentator
- 1950 - Meg Wittner, Amerikaans actrice
- 1952 - Bernard de Dryver, Belgisch autocoureur
- 1952 - Nile Rodgers, Amerikaans musicus, componist, arrangeur, gitarist en producer
- 1953 - Carry van Gool, Nederlands boogschutter
- 1954 - Frank Versteegh, Nederlands piloot
- 1954 - Nico Wagner, Luxemburgs voetballer
- 1955 - Dominique Arnaud, Frans wielrenner (overleden 2016)
- 1956 - Patrick Janssens, Belgisch politicus
- 1956 - Bart Stouten, Belgisch radiopresentator en dichter
- 1956 - Paul Krabbe, Nederlands voetballer en voetbaltrainer
- 1956 - Josy Verdonkschot, Nederlands roeicoach
- 1957 - Ria Van Landeghem, Belgisch atlete
- 1958 - Korado Korlević, Kroatisch astronoom
- 1959 - Marshall Jefferson, Amerikaans houseproducer
- 1960 - Carlos Mozer, Braziliaans voetballer
- 1963 - Inge Diepman, Nederlands radio- en tv-presentatrice
- 1963 - Marcel Oosten, Nederlands radiopresentator
- 1964 - Enrico Bertaggia, Italiaans autocoureur
- 1964 - Trisha Yearwood, Amerikaans countryzangeres
- 1965 - Helen Duval, Nederlands pornoactrice
- 1965 - Thomas Erikson, Zweeds schrijver en gedragsdeskundige
- 1965 - Joyce Sylvester, Nederlands politica en bestuurder
- 1966 - Kacha Katsjarava, Georgisch voetballer en voetbalcoach
- 1966 - Heiko Maas, Duits politicus
- 1968 - Koos Maasdijk, Nederlands roeier
- 1969 - Candy Dulfer, Nederlands saxofoniste
- 1969 - Alkinoos Ioannidis, Cypriotisch zanger
- 1969 - Jóhann Jóhannsson, IJslands componist (overleden 2018)
- 1969 - Christopher Kandie, Keniaans atleet
- 1970 - Sonny Anderson, Braziliaans voetballer
- 1970 - Christy Chung, Chinees actrice en fotomodel
- 1970 - Aat Nederlof, Nederlands acteur (overleden 2021)
- 1971 - Mirko Grabovac, Kroatisch-Singaporees voetballer
- 1973 - José Azevedo, Portugees wielrenner
- 1973 - Cristiano da Matta, Braziliaans autocoureur
- 1974 - Juan Velarde, Spaans piloot
- 1975 - Pol van Boekel, Nederlands voetballer en voetbalscheidsrechter
- 1975 - António Zambujo, Portugees zanger
- 1976 - Raja Bell, Amerikaans basketballer
- 1977 - Tommaso Rocchi, Italiaans voetballer
- 1978 - Ognjen Koroman, Servisch voetballer
- 1978 - Charly Luske, Nederlands zanger, acteur en presentator
- 1978 - Mariano Puerta, Argentijns tennisser
- 1978 - Dario Smoje, Kroatisch voetballer
- 1978 - Yvonne de Vreede, Nederlands atlete
- 1979 - Wu Jiaduo, Duits tafeltennisster
- 1980 - Sofie Engelen, Nederlands presentatrice
- 1980 - Roland Fischnaller, Italiaans snowboarder
- 1980 - Tegan and Sara, Canadees zangeressen (tweeling)
- 1980 - Andy Turner, Brits atleet
- 1981 - Damiano Cunego, Italiaans wielrenner
- 1982 - Eduardo Carvalho, Portugees voetballer
- 1982 - Eléni Daniilídou, Grieks tennisster
- 1982 - Michael Friedman, Amerikaans wielrenner
- 1982 - Sabine Peters, Nederlands paralympisch sportster
- 1983 - Eamon, Amerikaans zanger
- 1983 - Ivica Vrdoljak, Kroatisch voetballer
- 1984 - Aristide Bancé, Burkinees voetballer
- 1984 - Shannon Rowbury, Amerikaans atlete
- 1984 - Kevin Zegers, Amerikaans acteur
- 1985 - Zoë Chao, Amerikaans actrice
- 1985 - Maartje Paumen, Nederlands hockeyster
- 1986 - Gerald Ciolek, Duits wielrenner
- 1986 - Grete Eliassen, Noors-Amerikaans freestyleskiester
- 1986 - Mario Escobar, Guatemalteeks voetbalscheidsrechter
- 1986 - Sally Pearson, Australisch atlete
- 1987 - William Moseley, Engels acteur
- 1987 - Nicolas Pallois, Frans voetballer
- 1987 - Carlos Quintero, Colombiaans voetballer
- 1988 - Thiemo de Bakker, Nederlands tennisser
- 1990 - Stef Broenink, Nederlands roeier
- 1990 - Joelia Dzjyma, Oekraïens biatlete
- 1990 - Mário Fernandes, Russisch-Braziliaans voetballer
- 1990 - Josuha Guilavogui, Frans-Malinees voetballer
- 1990 - Rômulo Borges Monteiro (Rômulo), Braziliaans voetballer
- 1990 - Kieran Trippier, Engels voetballer
- 1990 - Alex Wilson, Zwitsers atleet
- 1991 - Aïcha Gill, Nederlands zangeres en musicalactrice
- 1991 - Liam Palmer, Schots voetballer
- 1991 - Sem Veeger, Nederlands actrice
- 1991 - Majeed Waris, Ghanees voetballer
- 1992 - Brandley Kuwas, Curaçaos-Nederlands voetballer
- 1992 - Diego Reyes, Mexicaans voetballer
- 1993 - Keryn McMaster, Australisch zwemster
- 1993 - Ramona Straub, Duits schansspringster
- 1994 - Luka Krajnc, Sloveens voetballer
- 1994 - Gustavo Menezes, Amerikaans autocoureur
- 1995 - Maarten Brzoskowski, Nederlands zwemmer
- 1995 - Ramona Maier, Duits voetbalster
- 1996 - Umut Bozok, Turks-Frans voetballer
- 1996 - Daniel Krutzen, Nederlands-Belgisch voetballer
- 1996 - Naoki Nakamura, Japans schansspringer
- 1997 - Halima Aden, Amerikaans model
- 1997 - Danny Stassar, Nederlands voetballer
- 1998 - Kevin Danso, Oostenrijks voetballer
- 1998 - Jacob Bruun Larsen, Deens voetballer
- 1998 - Phia Saban, Brits actrice
- 1999 - Precious Achiuwa, Nigeriaans basketballer
- 1999 - Diogo Costa, Portugees-Zwitsers voetballer
- 1999 - Thomas Vanoppen, Belgisch atleet
- 1999 - Max Willems, Nederlands acteur
- 2000 - Jakob Ingebrigtsen, Noors atleet
- 2000 - Jarno Janssen, Nederlands voetballer
- 2000 - Justen Kranthove, Nederlands voetballer
- 2001 - Jaroslava Mahoetsjich, Oekraïens hoogspringster
- 2001 - Diant Ramaj, Duits-Kosovaars voetballer

## Overleden

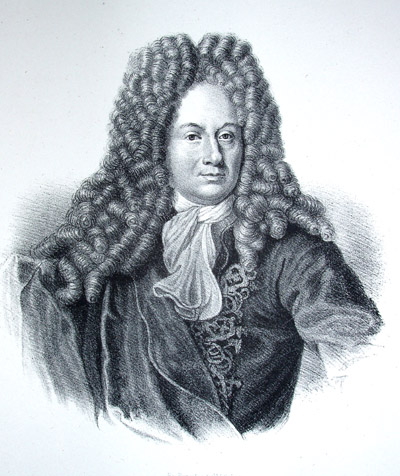
Ole Rømer,
overleden in 1710

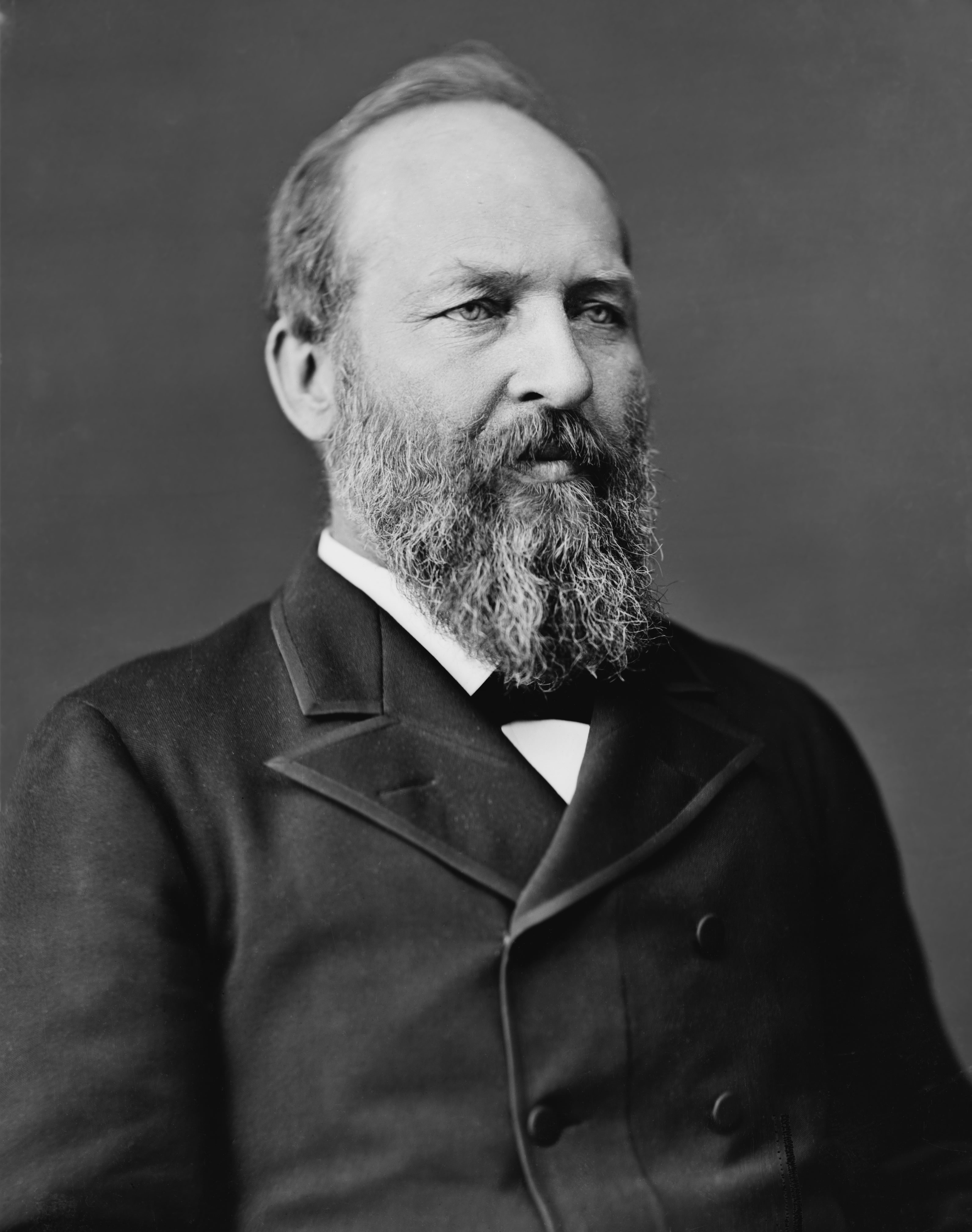
James Garfield,
overleden in 1881

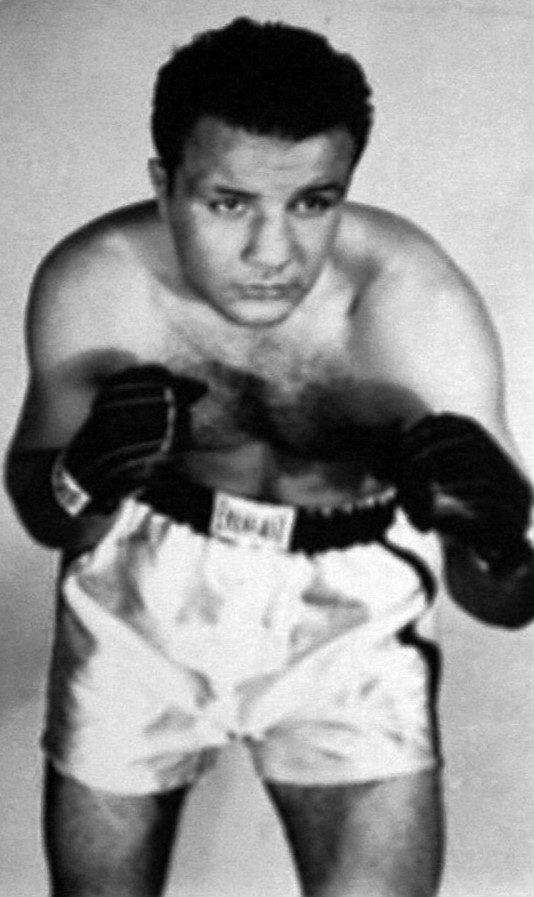
Jake LaMotta,
overleden in 2017

- 690 - Theodorus van Tarsus (~88), aartsbisschop van Canterbury
- 1122 - Ailbertus van Antoing (62?), geestelijke
- 1610 - Frederik IV (36), keurvorst van de Palts
- 1710 - Ole Rømer (65), Deens astronoom
- 1761 - Pieter van Musschenbroeck (69), Nederlands medicus, wis- en natuurkundige en astronoom
- 1843 - Gustave-Gaspard Coriolis (51), Frans wis- en natuurkundige
- 1852 - Emilie de Rodat (65), Frans mystica en ordestichtster; heilige van de Rooms-katholieke kerk
- 1881 - James Garfield (49), 20e president van de Verenigde Staten
- 1902 - Marie Henriëtte van Oostenrijk (66), Oostenrijks aartshertogin en getrouwd met Leopold II, koning der Belgen
- 1907 - Gerrit Jan Wilbrink (73), Nederlands notaris
- 1935 - Oscar Lagrou (58), Belgisch ondernemer
- 1935 - Konstantin Tsiolkovski (78), Russisch natuurkundige
- 1939 - Jindřich Veselý (64), Tsjechisch onderzoeker van marionetten en auteur van poppenspelen
- 1944 - Guy Gibson (26), Brits bombardementspiloot
- 1944 - Joe Mann (22), Amerikaans soldaat
- 1944 - Jan van Hoof (22), Nederlands student en verzetsstrijder
- 1951 - Robert Everaert (28), Belgisch atleet
- 1954 - Miles Franklin (74), Australisch schrijfster en oprichtster van de Miles Franklin Award
- 1966 - Hermann von Oppeln-Bronikowski (67), Duits ruiter en militair
- 1968 - Chester Carlson (62), Amerikaans uitvinder van xerografie
- 1968 - Red Foley (58), countryzanger
- 1969 - Bert Bakker (57), Nederlands uitgever
- 1972 - Robert Casadesus (73), Frans pianist
- 1973 - Gram Parsons (26), Amerikaans muzikant
- 1981 - Joke Smit (48), Nederlands feministe
- 1985 - Italo Calvino (61), Italiaans schrijver
- 1989 - Franz Fischer (87), Duits oorlogsmisdadiger
- 1994 - Emile Wafflard (66), Belgisch carambolebiljartspeler
- 1998 - Ran Laurie (83), Brits roeier
- 2003 - Alberto Vilasboas dos Reis (Bebeto) (57), Braziliaans voetballer
- 2006 - Danny Flores (77), Amerikaans zanger
- 2006 - Roy Schuiten (55), Nederlands wielrenner en ploegleider
- 2008 - Earl Palmer (83), Amerikaans drummer
- 2008 - Piet Roubos (91), Nederlands verzetsstrijder
- 2009 - Eduard Zimmermann (80), Duits journalist en televisiepresentator
- 2010 - Bouk Schellingerhoudt (91), Nederlands wielrenner
- 2011 - Bernard Collomb (80), Frans autocoureur
- 2011 - George Cadle Price (92), Belizaans politicus
- 2012 - Víctor Cabedo (23), Spaans wielrenner
- 2012 - Kitty Janssen (82), Nederlands actrice
- 2013 - Gerrie Mühren (67), Nederlands voetballer
- 2013 - Hiroshi Yamauchi (85), Japans bestuurder, president van Nintendo (1949-2002)
- 2015 - Jackie Collins (77), Brits romanschrijfster
- 2015 - Georg Eder (87), Oostenrijks bisschop
- 2016 - Reijer Jansen (93), Nederlands voetballer
- 2017 - Hans Ferrée (87), Nederlands reclamemaker
- 2017 - Jake LaMotta (95), Amerikaans bokser
- 2017 - Massimo Natili (82), Italiaans autocoureur
- 2017 - John Nicholson (75), Nieuw-Zeelands autocoureur
- 2018 - Sjoukje Hooymaayer (78), Nederlands actrice
- 2019 - Zine El Abidine Ben Ali (83), Tunesisch dictator
- 2019 - Wim Crouwel (90), Nederlands grafisch ontwerper
- 2019 - Charles Gérard (96), Frans acteur
- 2019 - Sandie Jones (68), Iers zangeres
- 2019 - Frans Van Looy (69), Belgisch wielrenner
- 2020 - Lee Kerslake (73), Brits drummer
- 2021 - Sylvano Bussotti (89), Italiaans componist
- 2021 - John Challis (79), Brits acteur
- 2021 - Jimmy Greaves (81), Engels voetballer
- 2021 - Marina Tucaković (67), Servisch songwriter
- 2022 - Paul Grijpma (74), Nederlands journalist
- 2022 - Florian Pedarnig (84), Oostenrijks volksmuzikant en componist
- 2023 - Theo Bijlhout (81), Surinaams zanger en songwriter
- 2023 - Lou Deprijck (77), Belgisch zanger-performer en componist[15]
- 2023 - Gianni Vattimo (87), Italiaans filosoof en politicus
- 2024 - Stefan Verwey (78), Nederlands cartoonist en striptekenaar

## Viering/herdenking

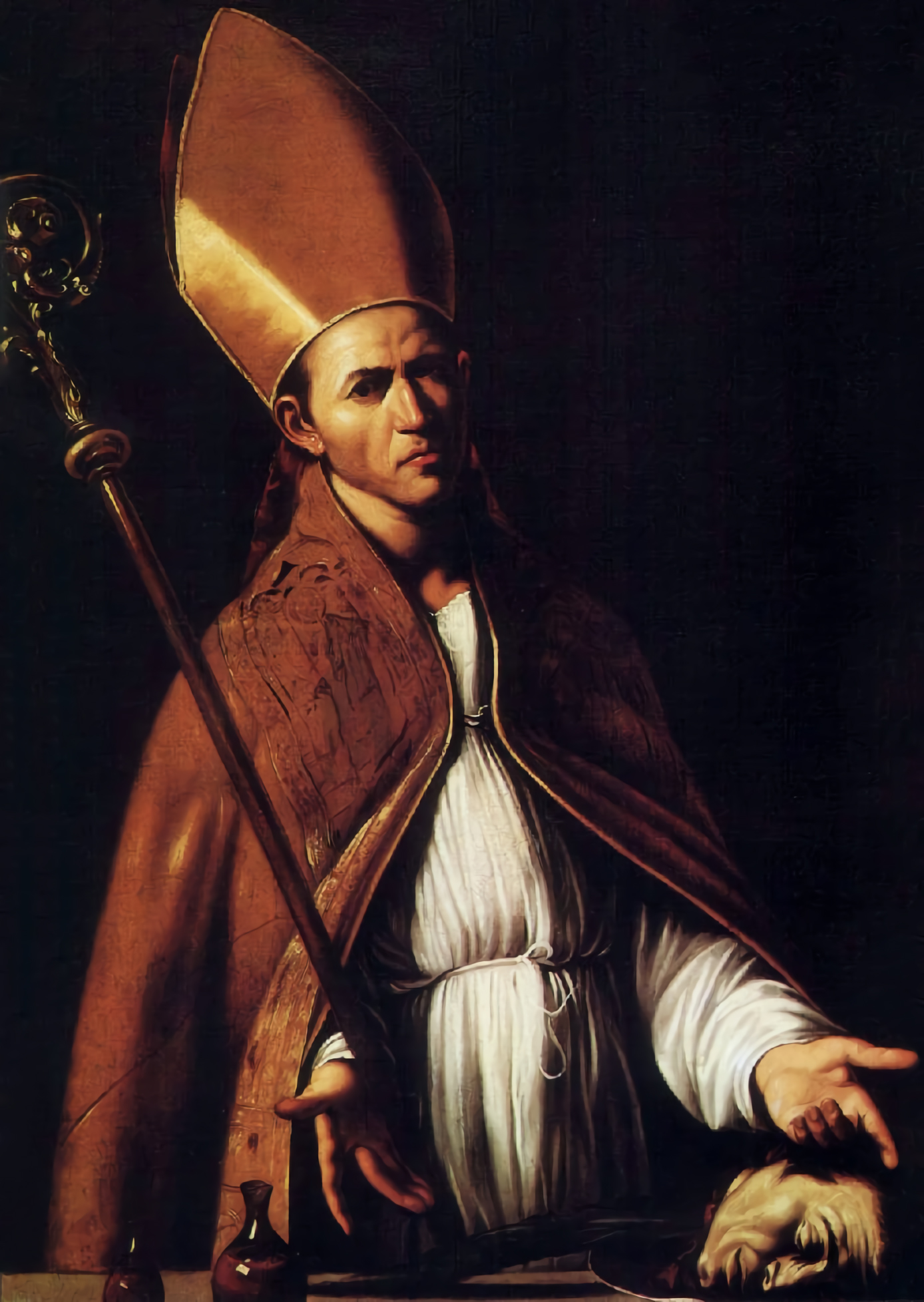
Januarius van Benevento

- Saint Kitts en Nevis - Nationale feestdag
- Nepal - Dag van de Grondwet
- Katholieke kalender:
  - Heilige Januarius van Benevento († 305), bisschop en martelaar - Vrije Gedachtenis
  - Heilige Emilia van Rodat († 1852)
  - Heilige Theodoor (van Tarsus) († c. 690) - Vrije Gedachtenis in Engeland
  - Heilige Elia (van Egypte)
  - Heiligen Constancia en Felix van Nocera († 1e eeuw)
  - Heiligen Alphonsus van Orozco († 1591)
  - Zalige Hugo van Sassoferrato († c. 1290)
  - Zalige Maria van Cerevellon († 1290)
  - Eerbiedwaardige Ailbertus van Antoing († 1122)
  - Onze-Lieve-Vrouw van La Salette (1846) - Vrije Gedachtenis in Frankrijk

## Weerextremen

### Nederland
| | Officiële records | Officiële records | Officiële records |      | Landelijke records | Landelijke records | Landelijke records      |
| Gebeurtenis | Jaar              | Extreem           | Locatie           | Jaar | Extreem            | Locatie            |                         |
| --- | ----------------- | ----------------- | ----------------- | ---- | ------------------ | ------------------ | ----------------------- |
| Laagste etmaalgemiddelde temperatuur (°C) | 1952              | 7,6               | De Bilt           |      | 1952               | 6,7                | Twente                  |
| Hoogste etmaalgemiddelde temperatuur (°C) | 1961              | 21,1              | De Bilt           |      | 1947               | 23,6               | Maastricht              |
| Laagste minimumtemperatuur (°C) | 1986              | 2,3               | De Bilt           |      | 1977               | −0,3               | Twente                  |
| Hoogste minimumtemperatuur (°C) | 1947              | 16,2              | De Bilt           |      | 1947               | 17,9               | Vlissingen              |
| Laagste maximumtemperatuur (°C) | 2001              | 12,0              | De Bilt           |      | 1952               | 10,0               | Maastricht              |
| Hoogste maximumtemperatuur (°C) | 1947              | 28,5              | De Bilt           |      | 1947               | 31,5               | Maastricht              |
| Hoogste uurgemiddelde windsnelheid (m/s) | 1935              | 14,4              | De Bilt           |      | 2023               | 21,0               | Vlieland, IJmuiden      |
| Hoogste windstoot (m/s) | 2023              | 18,0              | De Bilt           |      | 1990               | 28,8               | Huibertgat              |
| Langste zonneschijnduur (uur) | 2020              | 11,4              | De Bilt           |      | 2000               | 11,7               | Stavoren                |
| Langste neerslagduur (uur) | 2001              | 14,2              | De Bilt           |      | 1979 2001          | 18,5               | Leeuwarden Wijk aan Zee |
| Hoogste etmaalsom van de neerslag (mm) | 2001              | 29,6              | De Bilt           |      | 2001               | 107,7              | Hoek van Holland        |
| Laagste etmaalgemiddelde relatieve vochtigheid (%) | 1921              | 52                | De Bilt           |      | 1947               | 42                 | Maastricht              |
| Laagste uurwaarde luchtdruk op zeeniveau (hPa) | 1916              | 995,4             | De Bilt           |      | 1999               | 992,9              | Vlissingen              |
| Hoogste uurwaarde luchtdruk op zeeniveau (hPa) | 1986              | 1039,8            | De Bilt           |      | 1986               | 1039,8             | De Bilt                 |
| Officiële records worden altijd gemeten op het KNMI-weerstation in De Bilt. Landelijke records kunnen worden gemeten op elk officieel KNMI-weerstation in Nederland. |                   |                   |                   |      |                    |                    |                         |

Uitzonderlijke gebeurtenissen
- 1917 - Officieel hoogste minimumtemperatuur in °C van het jaar gemeten in De Bilt: 15,9
- 1947 - Laatste officiële zomerse dag van het jaar (maximumtemperatuur ≥ 25 °C in De Bilt)
- 1961 - Laatste officiële zomerse dag van het jaar (maximumtemperatuur ≥ 25 °C in De Bilt)
- 1982 - Laatste officiële zomerse dag van het jaar (maximumtemperatuur ≥ 25 °C in De Bilt)
- 1986 - Officieel maandrecord hoogste uurwaarde luchtdruk op zeeniveau in hPa van september gemeten in De Bilt: 1039,8
- 2001 - Landelijk maandrecord hoogste etmaalsom van de neerslag in mm van september gemeten in Hoek van Holland: 107,7
- 2023 - Officieel hoogste uurgemiddelde windsnelheid in m/s van september dit jaar gemeten in De Bilt: 9,0
- 2023 - Landelijk hoogste uurgemiddelde windsnelheid in m/s van september dit jaar gemeten in Vlieland en IJmuiden: 21,0
- 2023 - Officieel hoogste windstoot in m/s van september dit jaar gemeten in De Bilt: 18,0
- 2023 - Landelijk hoogste windstoot in m/s van september dit jaar gemeten in IJmuiden: 27,0

### België
Dagrecords
- 1952 - Laagste etmaalgemiddelde temperatuur 8,2 °C
- 1961 en 1947 - Hoogste etmaalgemiddelde temperatuur 23,5 °C
- 1922 - Laagste minimumtemperatuur 4,1 °C
- 1947 - Hoogste maximumtemperatuur 29,6 °C
- 1905 - Hoogste etmaalsom van de neerslag 32,5 mm

Uitzonderlijke gebeurtenissen
- 1947 - In Ukkel meten we 30,6 °C. Dit is samen met 19 september 1961 de meest laattijdige tropische dag van de eeuw. In Rochefort wordt het 33,3 °C.
- 1952 - Sneeuw in de Hoge Venen.
- 1961 - Temperaturen tot 30 °C in Koksijde, 30,4 °C in Zaventem, 31,3 °C in Kleine-Brogel (Peer). In Ukkel wordt het 30,3 °C. Dit is samen met 19 september 1947 de meest laattijdige tropische dag van de eeuw.
- 1977 - Temperaturen tot −2,0 °C in Kleine-Brogel (Peer) en −3,1 °C in Rochefort.
- 1982 - Einde van een reeks van 8 zomerdagen in Ukkel.

<< · 1 · 2 · 3 · 4 · 5 · 6 · 7 · 8 · 9 · 10 · 11 · 12 · 13 · 14 · 15 · 16 · 17 · 18 · 19 · 20 · 21 · 22 · 23 · 24 · 25 · 26 · 27 · 28 · 29 · 30 · >>